# 電聯車與育林國中畢業旅行遊覽車相撞事故
臺鐵2507次電聯車撞擊育林國中畢業旅行遊覽車事故是於2003年10月14日發生在台灣台北縣鶯歌鎮（今新北市鶯歌區）的一起重大遊覽車平交道交通事故，共計造成4人死亡、37人受傷。

## 經過
育林國中三年級師生於10月14日展開三天兩夜的畢業旅行，上午7點多從學校出發，7點40分許行經東鶯里平交道時帶隊的第一輛遊覽車（三年一班遊覽車）因平交道線形道路太過彎曲、狹窄，影響視距，未發現對向大型拖板車已在前方，就在雙方僵持不下時，遊覽車遭基隆南下新竹的2507次通勤電聯車撞上車尾，遊覽車翻覆，車身扭曲變形，造成4名學生身亡（3人當場死亡，1人延至隔日凌晨不治），並有9人重傷、28人輕傷。

## 後續

### 撫卹、關切
時任行政院長游錫堃上午在獲悉此事後，隨即指示內政部、教育部、交通部等部會，妥善處理後續撫卹工作；台北縣長蘇貞昌、鐵路局總工程司黃民仁、台北運務段長蔣東安、副段長吳文漢等人獲知意外事故發生後，也趕到現場關切，了解傷亡情形。

### 調查、起訴、判刑、賠償
檢警調查時，遊覽車張姓駕駛供稱，他緊急按喇叭要拖板車倒車未被理會，遊覽車才會被電聯車撞上；拖板車王姓駕駛則稱，遊覽車不顧前面車況開過來，無法通過時才要他倒車，但後面已有來車，他無法倒車。兩位駕駛被台北縣三峽警分局依業務過失致死罪嫌移送板橋地檢署，檢察官複訊時，兩人仍指責對方有過失，訊後各以三十萬元交保。翌年5月板橋地檢署調查後，將遊覽車張姓駕駛和拖板車王姓駕駛，依業務過失傷害及業務過失致死兩罪提起公訴，台鐵也向法院提告要求遊覽車張姓駕駛及其公司賠償，但2年後才追向拖板車王姓駕駛及其公司求償。2017年8月31日最高法院判決，刑事部分，遊覽車張姓駕駛及拖板車王姓駕駛，各被依業務過失致死罪判刑1年6月及1年8月、均緩刑4年；民事部分，遊覽車公司及司機須連帶賠償540多萬元，其中賠償台鐵270多萬元，拖板車公司及司機因提出時已超過2年追溯時效，因此免賠。

### 國賠
事發後學生家屬認為平交道設計不良，聲請國家賠償；板橋地方法院法官認為，北縣府及鶯歌公所確有延宕改善工程的疏失，應負百分之十五責任，判應賠償四名死亡學生及一名重傷學生家屬共逾550多萬元國賠金，這也是國內首起平交道死亡事故獲准國賠案例。

### 平交道改善
事發後交通單位花2300萬改善，包括平交道的鐵軌移位及道路拓寬，花2千萬；雙向路口裝照相機、錄影機，告誡用路人闖越平交道要罰錢，花250萬；還設置廣播器、LED告示，從聽覺視覺提出警示，及全台少見的彩色舖面和塗上螢光漆的平交道柵欄。